# هوانگ جونهوا
هوانگ جونهوا (انگلیسی: Huang Junhua؛ زادهٔ ۲۹ دسامبر ۱۹۹۱) ووشوکار اهل ماکائو است.
وی در مسابقات کشوری و بین‌المللی در مجموع برندهٔ ۴ مدال طلا، ۵ مدال نقره، ۷ مدال برنز شده‌است.